# Sợi tổng hợp
Sợi tổng hợp là sợi do con người tạo ra thông qua tổng hợp hóa học, trái ngược với sợi tự nhiên có nguồn gốc trực tiếp từ các sinh vật sống. Chúng là kết quả nghiên cứu sâu rộng của các nhà khoa học để cải thiện sợi động vật và sợi thực vật tự nhiên. Nói chung, sợi tổng hợp được tạo ra bằng cách đùn các vật liệu tạo sợi thông qua các máy trộn, tạo thành sợi. Chúng được gọi là sợi tổng hợp hoặc nhân tạo. Sợi tổng hợp được tạo ra bởi một quá trình được gọi là trùng hợp hoặc polyme hóa, bao gồm việc kết hợp các monome để tạo ra một chuỗi dài hoặc polymer. Từ polymer xuất phát từ tiền tố Hy Lạp "poly" có nghĩa là "nhiều" và hậu tố "mer" có nghĩa là "đơn vị đơn lẻ". (Lưu ý: mỗi đơn vị polymer được gọi là monome). Có hai loại trùng hợp: trùng hợp tuyến tính và trùng hợp liên kết ngang.

## Các thí nghiệm ban đầu

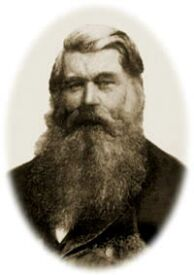
Joseph Swan đã tạo ra sợi tổng hợp đầu tiên.

Joseph Swan đã phát minh ra sợi nhân tạo đầu tiên vào đầu những năm 1880; ngày nay nó sẽ được gọi là bán tổng hợp khi phân tích chính xác. Sợi của Swan được rút ra từ một dung dịch chất lỏng cellulose, được hình thành bằng cách biến đổi hóa học chất xơ có trong vỏ cây. Sợi tổng hợp được sản xuất qua quá trình này tương tự về mặt hóa học trong các ứng dụng tiềm năng của nó với sợi carbon mà Swan đã phát triển cho bóng đèn sợi đốt của mình, nhưng Swan đã sớm nhận ra tiềm năng của sợi để cách mạng hóa ngành sản xuất dệt may. Năm 1885, ông tiết lộ các loại vải mà ông đã sản xuất từ vật liệu tổng hợp của mình tại Triển lãm Quốc tế Phát minh ở London.
Bước tiếp theo được Hilaire de Chardonnet, một kỹ sư và nhà công nghiệp người Pháp thực hiện. Chardonnet đã phát minh ra lụa nhân tạo đầu tiên, mà ông gọi là "lụa Chardonnet". Vào cuối những năm 1870, Chardonnet đã làm việc với Louis Pasteur về một phương thuốc cho dịch bệnh đang tiêu diệt những con tằm Pháp. Thất bại trong việc dọn sạch một sự cố tràn trong phòng tối dẫn đến việc phát hiện ra nitrocellulose của Chardonnet như một sự thay thế tiềm năng cho lụa thực sự. Nhận ra giá trị của một khám phá như vậy, Chardonnet bắt đầu phát triển sản phẩm mới của mình, mà ông đã trưng bày tại Triển lãm Paris năm 1889.  Vật liệu của Chardonnet cực kỳ dễ cháy và sau đó được thay thế bằng các vật liệu khác ổn định hơn.

## Sản phẩm thương mại

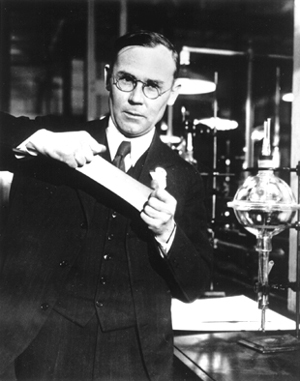
Nylon được Wallace Carothers tại DuPont tổng hợp đầu tiên.

Quá trình thành công đầu tiên được phát triển vào năm 1894 do nhà hóa học người Anh Charles Frederick Cross, và các cộng tác viên của ông Edward John Bevan và Clayton Beadle thực hiện. Họ đặt tên cho sợi này là " viscose ", bởi vì sản phẩm phản ứng của carbon disulfide và cellulose trong điều kiện cơ bản đã cho ra một dung dịch xanthate có độ nhớt cao. Các rayon viscose thương mại đầu tiên được công ty Courtaulds của Anh sản xuất vào năm 1905. Tên "rayon" đã được thông qua vào năm 1924, với "viscose" được sử dụng cho chất lỏng hữu cơ nhớt được sử dụng để tạo ra cả rayon và giấy bóng kính. Một sản phẩm tương tự được gọi là cellulose axetat được phát hiện vào năm 1865. Rayon và acetate đều là sợi nhân tạo, nhưng không thực sự tổng hợp, do được làm từ gỗ.
Nylon, sợi tổng hợp đầu tiên theo nghĩa "tổng hợp hoàn toàn" của thuật ngữ này, được phát triển bởi Wallace Carothers, một nhà nghiên cứu người Mỹ tại công ty hóa chất DuPont vào những năm 1930. Nó sớm xuất hiện lần đầu tiên ở Hoa Kỳ như một sự thay thế cho tơ lụa, đúng lúc cho sự ra đời của khẩu phần trong Thế chiến II. Sử dụng mới lạ của nó như một vật liệu cho vớ của phụ nữ làm lu mờ các ứng dụng thực tế hơn, chẳng hạn như thay thế cho lụa trong dù và các sử dụng quân sự khác như dây thừng.
Sợi polyester đầu tiên được John Rex Whinfield và James Tennant Dickson, vốn là các nhà hóa học người Anh làm việc tại Hiệp hội Máy in Calico, giới thiệu năm 1941. Họ đã sản xuất và cấp bằng sáng chế sợi polyester đầu tiên mà họ đặt tên là Terylene, còn được gọi là Dacron, bằng hoặc vượt qua nylon về độ dẻo dai và khả năng phục hồi. ICI và DuPont đã tiếp tục sản xuất các phiên bản sợi của riêng họ.
Sản lượng sợi tổng hợp trên thế giới là 55,2 triệu tấn trong năm 2014.